# Maria Pia Mastena
Maria Pia Mastena, również Teresa Maria Pia Mastena lub Passitea od Dzieciątka Jezus (ur. 7 grudnia 1881 w Bovolone k. Werony, zm. 28 czerwca 1951 w Rzymie) – włoska cysterka, założycielka Instytutu Sióstr Świętego Oblicza (SSV), błogosławiona Kościoła rzymskokatolickiego.
Była najstarszym z pięciorga dzieci Giulio Mastena i Marii Antoni Casarotti. Pierwszą Komunię Świętą przyjęła 19 marca 1891. Mając 14 lat próbowała wstąpić do klasztoru, ale nie przyjęto jej z powodu młodego wieku. Dopiero w 1901 przyjęto ją do Zgromadzenia Sióstr Miłosierdzia w Weronie, gdzie 24 października 1903 złożyła śluby zakonne i przyjęła imię Passitea od Dzieciątka Jezus. Pracowała w różnych rejonach Włoch jako nauczycielka. W Miane spędziła 19 lat. Nauczała i opiekowała się chorymi oraz niepełnosprawnymi. 15 kwietnia 1927, za zgodą  przełożonych i Stolicy Apostolskiej, wstąpiła do cysterek, jednak po kilku miesiącach opuściła je powracając do nauczania. W 1930 założyła w San Fior własne zgromadzenie Sióstr Świętego Oblicza (wł. Suore del Santo Volto), zajmujące się posługą ubogim, chorym i cierpiącym, szerząc kult Świętego Oblicza. Kanoniczne erygowanie Zgromadzenia miało miejsce w 1936, a w 1947 roku zatwierdzenie przez Stolicę Apostolską.
Maria Pia Mastena zmarła w opinii świętości mając 69 lat. Została pochowana w kaplicy klasztoru Instytutu.
Heroiczność jej cnót ogłosił Jan Paweł II 5 lipca 2002, a beatyfikował ją papież Benedykt XVI w dniu 13 listopada 2005 roku.